# Стэйнер, Стивен
Сти́вен Грегори Стэ́йнер (англ. Steven Gregory Stayner; 18 апреля 1965, Мерсед, Калифорния — 16 сентября 1989, Мерсед, Калифорния) — жертва похищения. 4 декабря 1972 года, семилетний Стэйнер был похищен в Мерседе, штате Калифорния, растлителем малолетних, Кеннетом Парнеллом. Похититель удерживал его в 38 милях (61 км) от дома в округе Марипоса, а затем в округе Мендоси́но до тех пор, пока 7 лет спустя, четырнадцатилетнему Стэйнеру не удалось сбежать с другой жертвой Парнелла, Тимоти Уайтом (англ. Timothy White).
Стэ́йнер погиб в аварии, направляясь на мотоцикле с работы домой в 1989 году.

## Семья
Стивен был третьим ребёнком из пяти, родившихся у Делберт и Кей Стэ́йнер. У него было трое сестер и старший брат, Кэ́ри. В 2002 году Кэ́ри был обвинён и приговорен к смертной казни за убийство четырёх женщин в 1999 году.